# Eurotaxglass’s
EurotaxGlass’s International AG (ранее Eurotax) — поставщик данных, решений и информационных бизнес-сервисов для автомобильной индустрии европейского рынка. Краткое официальное наименование — EurotaxGlass’s. Компания была образована в результате слияния Eurotax AG (Швейцария) и Glass’s Information Services Limited (Великобритания). Штаб-квартира находится в Фрайенбах (Швейцария).
Клиентами являются производители автомобилей, страховые и лизинговые компании, финансовые учреждения, автомобильные дилеры и станции технического обслуживания, компании управляющие парками автомобилей.